# Alister Murdoch
Vous lisez un « bon article » labellisé en 2022.
Alister Murray Murdoch, né le 29 décembre 1912 à Elsternwick dans l'État de Victoria en Australie et mort le 24 octobre 1984 en Nouvelle-Galles du Sud, est un officier supérieur australien ayant fait carrière dans la Force aérienne royale australienne (RAAF).
Alister Murdoch rejoint la RAAF en 1930 et entame une formation en pilotage d'hydravion. Cinq ans plus tard, il intègre une équipe envoyée en Antarctique pour retrouver des explorateurs portés disparus. Il prend part à la Seconde Guerre mondiale à la tête du 221e Escadron de la RAF en Europe et au Moyen-Orient, avant d'occuper des postes de haut rang au sein de l'état-major de la RAAF dans le Pacifique Sud-Ouest. En 1954, Alister Murdoch supervise l'achat des nouveaux aéronefs de la flotte de la RAAF, et parmi ses recommandations figure le Lockheed C-130 Hercules, considéré à l'époque comme l'une des acquisitions les plus importantes de l'histoire de l'armée de l'air australienne. Son mandat de chef d'état-major de la Force aérienne coïncide avec l'engagement de l'Australie dans la guerre du Viêt Nam, période durant laquelle il tombe souvent en désaccord avec les commandants de l'armée de terre sur des questions de stratégie militaire. Il participe également à l'évaluation des aptitudes techniques du bombardier General Dynamics F-111 avant la mise en service.
Au fil de sa carrière, Alister Murdoch a été commandant de la RAAF College entre 1952 et 1953, Air officer commanding (AOC) du commandement des écoles de l'armée de l'air de 1953 à 1955, chef d'état-major adjoint des forces aériennes entre 1958 et 1959, AOC du commandement des forces aériennes entre 1962 et 1965 et enfin chef d'état-major de la Force aérienne, poste qu'il occupe à partir de 1965 jusqu'à sa retraite de l'armée de l'air en 1969. Il est nommé Compagnon de l'Ordre du Bain en 1960 et Chevalier Commandeur de l'Ordre de l'Empire britannique en 1966. Après une vie civile active, Alister Murdoch meurt en 1984 dans sa maison de Mona Vale, en Nouvelle-Galles du Sud.

## Jeunesse et formations
Alister Murray Murdoch naît le 9 décembre 1912 à Elsternwick dans l'état de Victoria, de l'ingénieur Thomas Murdoch et de sa femme Kathleen, née Tiernan. Son père est lieutenant dans les forces armées du Commonwealth et reçoit l'Ordre du Service distingué pendant la Première Guerre mondiale,. Ce dernier atteint également le grade de brigadier durant la Seconde Guerre mondiale. Après avoir terminé ses études au Caulfield Grammar School, Alister Murdoch entre au Collège militaire royal de Duntroon, en 1929, suivant les pas de son frère aîné Ian qui devient plus tard major général,. Alister Murdoch fait partie des quatre élèves-officiers parrainés cette année-là par la Force aérienne royale australienne (RAAF), qui à l'époque ne dispose pas encore d'école militaire pour former ses officiers. Les contraintes budgétaires provoquées par la Grande Dépression obligent cependant ces élèves-officiers à quitter le Collège militaire de Duntroon alors qu'ils n'ont achevé que la moitié de leurs formations de quatre ans,. Divers postes temporaires dans la fonction publique et au sein de la Royal Air Force leur sont proposés mais ils sont tous déterminés à servir avec la RAAF et sont plus qu'enthousiastes d'intégrer les forces aériennes.

## Début de carrière

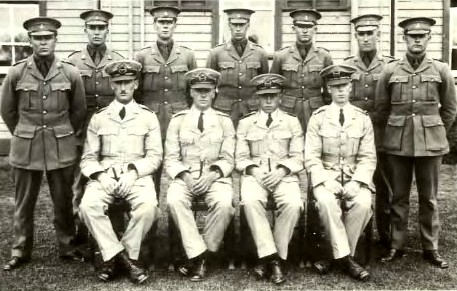
Alister Murdoch (à l'extrême droite) avec d'autres anciens élèves du Collège militaire royal de Duntroon, transférés à la RAAF en décembre 1930.

Après s'être enrôlé dans la RAAF en décembre 1930, Alister Murdoch entame une formation intensive en pilotage, qu'il achève en 1931,. En 1932, il devient instructeur de vol puis pilote d'hydravion qualifié, periode durant laquelle il contribue à des opérations de coopération navale et de patrouille maritime,. Après une promotion au grade de flying officer en décembre 1935, Alister Murdoch participe à une mission de sauvetage organisée par la RAAF pour retrouver les traces du millionnaire américain Lincoln Ellsworth et de son pilote Herbert Hollick-Kenyon,, portés disparus lors d'une expédition en Antarctique,,. Aux commandes d'un De Havilland DH.60 Moth, Alister Murdoch et son équipe retrouvent Hollick-Kenyon et Ellsworth près de la Baie des Baleines. Embarrassé, le millionnaire affirme ne s'être jamais perdu et n'a donc pas besoin d'être secouru. Alister Murdoch est affecté en Angleterre en 1936 et 1937 pour suivre une formation en navigation avec la RAF Manston et servir en détachement avec le 114e Escadron. Il épouse Florence Eilene Miller à Paglesham dans l'Essex, le 28 décembre 1937. Le couple a une fille,. Durant les deux années suivantes, Alister Murdoch travaille dans l'état-major de la Direction des opérations et du renseignement, sis au quartier général de l'armée de l'air à Melbourne,. En juin 1938, il apporte sa contribution à l'instauration des vols long-courriers dans la RAAF. Les pilotes qui en sont concernés devaient alors effectuer un stage de neuf mois.

## Seconde Guerre mondiale

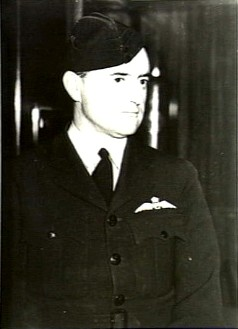
Alister Murdoch en juin 1941.

Alister Murdoch devient chef d'escadron au début de la Seconde Guerre mondiale. Il dirige l'école d'observation aérienne de Cootamundra en Nouvelle-Galles du Sud, à partir du mois d'avril 1940 jusqu'à la moitié de l'année 1941,. À la suite de cette affectation, il est promu au grade de wing commander et envoyé au théâtre européen. En août 1941, il est chargé du commandement du 221e Escadron de la Royal Air Force (RAF),, unité du Coastal Command chargée des patrouilles de reconnaissance et de la lutte anti-sous-marine au large de l'Islande durant la bataille de l'Atlantique,. L'année suivante, Alister Murdoch et son escadron sont envoyés au Moyen-Orient pour effectuer des frappes en mer,. Durant cette période, il sert également comme officier d'état-major des opérations avec le 235e Escadron de la RAF. De retour à Londres en juillet 1942, Alister Murdoch est affecté au quartier général des opérations combinées, où il contribue à la planification du raid de Dieppe, avant de retourner en Australie en 1943.
En juillet 1943, Alister Murdoch est promu group captain et nommé officier supérieur d'état-major des forces aériennes à l'Eastern Area Command de Sydney. En janvier 1944, il occupe le même poste au quartier général du North-Western Area Command à Darwin et a sous son commandement treize escadrons australiens, britanniques, hollandais et américains,. Il planifie de nombreux bombardements et minages par voie aérienne dans le théâtre du sud-ouest du Pacifique, contributions pour lesquelles il est récompensé d'une citation militaire,. En avril 1945, il est nommé officier supérieur d'état-major de la First Tactical Air Force (TAF) à la place du group captain William Gibson, limogé après les incidents de la mutinerie de Morotai,. Le nouveau commandant en chef de la TAF, l'air commodore Frederick Scherger, reçoit avec Alister Murdoch les mérites de la planification de l'opération Oboe Six,. Alister Murdoch est par ailleurs félicité pour les contributions de son état-major durant l'opération Oboe Two,.

## Carrière d'après-guerre

### Ascension au rang de chef d'état-major de la Force aérienne
Alister Murdoch est nommé Commandeur de l'Ordre de l'Empire britannique le 25 juin 1946 pour « services rendus durant les opérations contre les Japonais ». Après la Seconde Guerre mondiale, il fait partie d'une poignée d'officiers pressentis pour accéder à des postes de haut rang dans l'armée de l'air. Il devient directeur des services du personnel en 1946 avant d'intégrer la Royal College of Defence Studies de Londres en 1948. De retour en Australie en 1949, il est nommé responsable politique et stratégique de l'état-major de l'armée de l'air, pour un mandat de deux ans,. Entre-temps en février 1951, il dirige une équipe envoyée au Moyen-Orient pour étudier l'éventualité de l'envoi d'une garnison australienne dans la région et, deux ans plus tard, le 78e Escadron, équipé de chasseurs de Havilland Vampire de la Royal Air Force, est déployé à Malte. En juin 1952, Alister Murdoch est désigné commandant de la RAAF College, avec une promotion au grade d'air commodore. Il est hissé air vice-marshal par intérim et nommé air officer commanding du commandement des écoles de l'armée de l'air en décembre 1953.

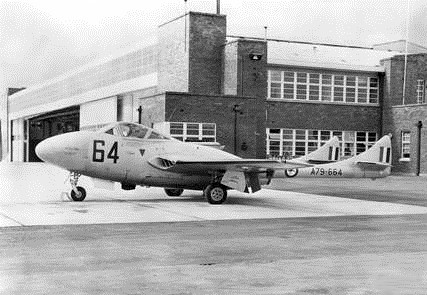
Un Vampire T35 de fabrication australienne. Soixante-neuf de ces appareils sont livrés à la RAAF sur la recommandation d'Alister Murdoch d'acquérir des avions d'entraînement à réaction en 1954.

En 1954, Alister Murdoch est à la tête d'une commission chargée de superviser l'achat de nouveaux appareils, incluant des avions de chasse, des bombardiers, des avions de transport militaire et des avions d'entraînement, dans le cadre d'un projet de modernisation de la flotte de l'armée de l'air. Il recommande le F-104 Starfighter pour remplacer le CAC Sabre, des bombardiers britanniques à capacité nucléaire pour appuyer les bombardiers Canberra et le C-130 Hercules pour remplacer le Douglas C-47 Skytrain. Les propositions d'Alister Murdoch pour acquérir le bombardier à capacité nucléaire et le chasseur F-104 ne sont pas retenues, mais le gouvernement australien décide d'acheter le C-130 en 1958. Cette acquisition est décrite par les historiens de l'armée de l'air australienne comme « la plus importante » de la RAAF après celle du General Dynamics F-111 Aardvark. Le C-130 permet à l'armée de l'air australienne d'effectuer des transports aériens stratégiques durant l'insurrection communiste malaise et la Guerre du Viêt Nam. Alister Murdoch recommande également l'avion d'entraînement Vampire T35, construit dans l'usine De Havilland de Bankstown en Australie, pour équiper la No. 1 Flying Training School RAAF. L'État approuve cette recommandation et commande soixante-neuf aéronefs.
En janvier 1956, Alister Murdoch est affecté au ministère de la Défense au poste de secrétaire général adjoint. Il est promu au grade d'air vice-marshal et nommé sous-chef d'état-major de l'armée de l'air en février 1958. En octobre 1959, il est désigné chef d'état-major de l'Australian Joint Services à Londres. L'année suivante durant les New Years Honours il est nommé Compagnon de l'Ordre du Bain. Il retourne en Australie en juin 1962 et devient air officer commanding du commandement des forces aériennes. C'est durant son mandat à ce poste que la RAAF envoie ses premiers DHC-4 Caribou au Sud Viêt Nam, en août 1964, marquant le début de l'engagement australien dans la guerre du Viêt Nam,.

### Chef d'état-major de la Force aérienne
Alister Murdoch est promu air marshal et nommé chef d'état-major de la Force aérienne le 1er juin 1965, succédant au air marshal Valston Hancock. Il est le dernier parmi quatre officiers formés par l'armée de terre à occuper ce poste. En effet, John McCauley, Frederick Scherger, Valston Hancock et Alister Murdoch ont tous été cadets du Collège militaire royal de Duntroon avant de servir dans l'armée de l'air. Ce parcours a valu à Alister Murdoch d'être considéré par l'air chief marshal Frederick Scherger comme le « dernier professionnel des forces aériennes ». Assurant désormais la plus haute fonction au sein de la Force aérienne royale australienne, Alister Murdoch est élevé au rang de Chevalier Commandeur de l'Ordre de l'Empire britannique lors des Birthday Honours de 1966.

### Guerre du Viêt Nam et dissension avec l'armée de terre
« Dès 1965, l'armée de terre avait demandé le déploiement des hélicoptères de la RAAF pour soutenir le 1er Bataillon de la Royal Australian Regiment (1RAR) envoyé au Viêt Nam. Le chef d'état-major de la Force aérienne de l'époque, l'air marshal Alister Murdoch, rejette vivement cette requête pour cause de manque de ressources logistiques allouées à cette tâche. Toutefois, les termes choisis par Alister Murdoch pour manifester ce refus ont offensé les commandants de l'armée de terre, qui considèrent le chef d'état-major comme une personne sans tact. »

— Chris Coulthard-Clark, Historien militaire.
L'air marshal Alister Murdoch est à la tête de la RAAF tout au long de l'engagement de l'Australie dans la guerre du Viêt Nam. Au milieu de l'année 1965, il a un démêlé avec le chef d'état-major des armées, le lieutenant-général John Wilton, au sujet du déploiement de deux hélicoptères UH-1 Iroquois au Viêt Nam. Wilton estime que cette initiative permettrait aux pilotes de se familiariser avec les opérations aériennes et surtout terrestres dans la région avant un engagement à grande échelle des forces australiennes. Réticent sur l'idée d'une coopération étroite avec l'armée de terre, Alister Murdoch s'oppose à ce déploiement, alors que les deux tiers des hélicoptères UH-1 de la RAAF ont justement été acquis pour appuyer les troupes de l'armée de terre. Il affirme avoir assez de confiance à ses pilotes qui, selon lui, ont acquis suffisamment d'expériences durant les opérations aéroportées en Malaisie pour faire face à la guerre du Viêt Nam. Cependant, un pilote d'hélicoptère UH-1 de la RAAF ayant servi en Malaisie ne partage pas la vision optimiste d'Alister Murdoch : « En Malaisie, on ne faisait pas face à l'offensive ennemie car notre tâche consistait juste à déposer au sol puis embarquer les troupes, et je ne pense pas que la situation sera aussi simple au Viêt Nam ». Le responsable logistique des opérations, l'air commodore Brian Eaton affirme que si l'armée de l'air ne satisfait pas pleinement les besoins des troupes au sol, l'armée de terre va prendre le contrôle de toutes les opérations dans la région, quitte à ternir sérieusement la réputation de la RAAF qui est vue comme le fer de lance de la puissance militaire australienne. La réticence d'Alister Murdoch à déployer les hélicoptères finit cependant par agacer le gouvernement australien et les UH-1 du 9e Escadron sont envoyés au Viêt Nam moins d'un an après cette polémique. Lorsqu'Alister Murdoch visite lui-même la zone de combat en août 1966, il est informé par le brigadier David Jackson que l'escadron d'hélicoptères envoyé par la RAAF n'a pas satisfait les besoins des troupes au sol.
Le successeur de John Wilton au poste de chef d'état-major des armées, le lieutenant-général Thomas Daly, exhorte Alister Murdoch à utiliser des hélicoptères de combat plus performants tel l'AH-1 Cobra pour soutenir les slicks. Au grand dam du chef d'état-major, Alister Murdoch ignore complètement cette suggestion et ordonne à ses subalternes de traiter les demandes de l'armée de terre avec une priorité moindre. Il recommande un aéronef à voilure fixe VSTOL comme le Harrier Jump Jet qui, selon lui, est la nouvelle référence dans les appuis aériens rapprochés. Le gouvernement fédéral décide quand même de commander onze AH-1G Cobra pour une livraison en 1971 mais, après le retrait des forces australiennes de la région d'Asie du Sud-Est, la commande est finalement annulée,. Toujours peu enthousiaste sur l'idée d'une collaboration étroite avec l'armée de terre, Alister Murdoch est accusé par les hauts gradés de l'armée d'être à l'origine d'une rivalité de longue date au sein des forces armées australiennes, ce qui, vingt ans plus tard, aboutit à la décision du gouvernement de mettre à la disposition de l'armée de terre quelques hélicoptères de combat de la RAAF,. L'historien militaire Alan Stephens souligne que « malgré les compétences et le bon état d'esprit de Murdoch, sa considération de la force aérienne était inapproprié et sa gestion de la politique interarmées désastreuse ». Alister Murdoch s'oppose également à l'envoi au Viêt Nam du bombardier à réaction Canberra, inadapté selon lui pour les frappes en basse altitude et les appuis aériens rapprochés. Le bombardier est déployé en avril 1967 en dépit de ces arguments qui, selon les historiens officiels de la RAAF, sont « inexacts et trompeurs ».

### Implication dans l'acquisition du F-111 Aardvark
En 1963, l'Australie opte pour le bombardier à géométrie variable F-111 pour remplacer la Canberra,. Alister Murdoch assiste à la cérémonie officielle de livraison de l'avion le 4 septembre 1968 à Fort Worth dans l'état du Texas, en présence du ministre de la Défense Allen Fairhall, de quelques dignitaires américains et du personnel navigant technique de la RAAF responsable de l'avion. Dans les 20 jours suivant la cérémonie, un F-111B de l'United States Navy et un F-111A de l'United States Air Force s'écrasent au sol sur un intervalle de seulement douze jours. Ces incidents provoquent le scepticisme des Australiens quant à la fiabilité des avions américains. À la fin de l'année 1969, Alister Murdoch accompagne le secrétaire à la Défense Henry Bland aux États-Unis pour obtenir la garantie d'une « fiabilité sans faille » du mécanisme des ailes pivotantes du F-111. Entre-temps, le gouvernement australien avait sérieusement envisagé de suspendre le projet d'acquisition de bombardiers américains, puisque d'autres appareils devaient encore être livrés,.

## Les dernières années
Alister Murdoch prend sa retraite le 31 décembre 1969, au terme de son mandat de chef d'état-major des forces aériennes,. Il est remplacé par l'air marshal Colin Hannah, qu'Alister Murdoch a auparavant recommandé au poste de commandant des forces australiennes engagées au Viêt Nam (poste finalement attribué à un officier de l'armée de terre). En 1971, il devient président de Meggitt Limited, entreprise de broyage d'oléagineux dirigé par l'ancien as de l'aviation Nicky Barr,. Bien que parti à la retraite, Alister Murdoch reste impliqué dans les affaires des forces armées australiennes et, en 1975, il intègre un groupe d'experts qui ambitionnent de doter l'Australie de l'arme nucléaire. Durant les dernières années de sa vie, Alister Murdoch apprécie les événements sportifs, en particulier les courses de chevaux. Il meurt dans sa demeure de Mona Vale à Sydney, en Nouvelle-Galles du Sud, le 24 octobre 1984. Il est incinéré,.

## Personnalité
Alister Murdoch est réputé pour sa rigueur professionnelle et sa capacité à garder son sang froid en toutes circonstances. Il n'aime pas s'impliquer dans la politique et évite dans la mesure du possible toute forme de collaboration étroite avec l'armée de terre. Du fait de son sens de la diplomatie, il a su développer une bonne relation de travail avec l'armée de l'air américaine. Alister Murdoch est certes apprécié par la plupart de ses proches et subalternes mais il adopte souvent une approche tactique et stratégique assez rude tout au long de sa carrière, ce qui au fil du temps lui a valu la réputation d'un homme dur et souvent incompris dans ses décisions. Il a notamment soulevé l'indignation de ses collaborateurs lorsqu'il a refusé d'envoyer en reconnaissance au Viêt Nam deux hélicoptères Bell UH-1 Iroquois de la RAAF. Durant cette guerre toutefois, il réussit à rehausser l'image de la Force aérienne royale australienne, qui à l'époque est désormais vue comme une puissance aérienne majeure aux côtés des Américains. Outre sa passion pour les courses de chevaux, Alister Murdoch pratique le golf et fume la pipe.